# Historia del idioma portugués
Historia del idioma portugués

## Colonización romana
En 218 A.C., los romanos conquistaron la parte occidental de la península ibérica, compuesta principalmente por las provincias romanas de Lusitania y Gallaecia (actualmente, esa región comprende las regiones centro-sur de Portugal y la recientemente constituida eurorregión Galicia-Norte de Portugal). Trajeron con ellos una versión popular del latín, el latín vulgar, del cual se acredita que todas las lenguas latinas descienden y que contribuyó con casi el 90 % del léxico del portugués. Aunque la población de la península ibérica se haya establecido mucho antes de la colonización romana, pocos rastros de las lenguas nativas persistieron en el portugués moderno. Los únicos vestigios de las lenguas anteriores permanecen en una parte reducida del léxico y en la toponimia de Galicia y Portugal.

## Invasiones bárbaras
Entre 409 A.D. e 711, mientras el Imperio romano entraba en el colapso, la península ibérica fue invadida por pueblos de origen germánico, conocidos por los romanos como bárbaros. Estos bárbaros (principalmente los suevos y los visigodos) absorbieron rápidamente la cultura e idioma romanos de la península; no obstante que las escuelas romanas fueron clausuradas, el latín fue liberado para empezar a evolucionar sólo. Porque cada tribu bárbara hablaba latín de manera diferente, la uniformidad de la península se rompió, llevando a la formación de lenguas bien diferentes (galaico-portugués, español y catalán). Se cree, en particular, que los suevos fueron los responsables por la diferenciación lingüística de los portugueses y gallegos cuando son comparados con los castellanos (no existían los castellanos entonces, existían cántabros, astures, galaicos, vascones, etc.). Es, aún, en la época del reino suevo que se configuran los días de la semana prohibiéndose los nombres romanos. Las lenguas germánicas influyeron particularmente en el portugués en palabras relacionadas con la guerra y la violencia, tales como "Guerra". Las invasiones se dieron en dos olas principales. En la primera, con penetración de los llamados bárbaros y la asimilación cultural romana, los bárbaros tuvieron una cierta "receptividad" a punto de recibir pequeñas áreas de tierra. Con el correr del tiempo, sus costumbres, lengua, etc., se fueron perdiendo, porque no había una renovación del contingente de personas y su grupo era reducido. Una segunda ola fue más lenta, no tuvo los mismos beneficios de las ganancias de tierra y tuvo su contingente de personas en aumento, debido a la proximidad de las tierras ocupadas con las fronteras internas del Imperio romano. 

## Invasión de los árabes
Desde 711, con la invasión de los árabes en la península, el idioma árabe fue adaptado como lengua administrativa en las regiones conquistadas. Con todo, la población siguió hablando latín vulgar; luego de que los moros fueran expulsados, la influencia ejercida en el idioma fue pequeña. Su efecto principal está en el léxico: el portugués moderno todavía tiene un gran número de palabras de origen árabe, especialmente relacionadas con comida y agricultura, lo que no tiene equivalente en otras lenguas latinas. La influencia árabe es también visible en los nombres de localidades en el sur de Portugal, tales como "Algarve" y "Alcácer do Sal". Muchas de las palabras portuguesas que comienzan con al- son de origen árabe.

## El despertar de la lengua portuguesa
Ya en la época romana existían dos provincias diferenciadas en lo que serían los territorios en que se formó la lengua portuguesa, la antigua provincia romana de Lusitania y la provincia de Gallaecia al norte. La lengua portuguesa se desarrolló principalmente en el norte de Portugal y en Galicia, en los condados lucense, asturicense y bracarense de la provincia romana de Galecia, que coincidían con el territorio político del reino suevo, y sólo posteriormente, con la Reconquista, fue avanzando por lo que actualmente es el centro sur de Portugal. Sin embargo, la configuración actual de la lengua fue largamente influenciada por los dialectos mozárabes hablados en el sur, en Lusitania. Por bastante tiempo, el dialecto latino de esa provincia romana, y después del reino suevo, se desarrolló apenas como lengua hablada, quedando el latín reservado para la lengua escrita.
Los registros más antiguos de una lengua portuguesa distinta aparecen en documentos administrativos del siglo IX, pero con muchas frases en latín.
El idioma vernáculo escrito pasó gradualmente hacia el uso general en los siglos siguientes. Portugal se volvió un reino independiente en 1143, con el rey Alfonso I. La separación política entre Portugal y Galicia y Castilla (más tarde, España) permitió que los dos países desarrollasen sus latines vernáculos en direcciones opuestas. En 1290, el rey D. Dinis creó la primera universidad portuguesa en Lisboa (el Estudo Geral) y decretó que el portugués, que entonces era llamado "lengua vulgar" o "latín vulgar" fuese usado en vez del latín clásico y conocido como "lengua portuguesa". En 1296, el portugués es adoptado por la Cancillería Real, usado ahora no sólo en poesía, sino también en documentos legales y notariales.
Hasta 1350, el idioma galaico-portugués permaneció apenas como lengua nativa de Galicia y Portugal; pero en el siglo XIV, el portugués se volvió una lengua madura con una tradición literaria riquísima, y también fue adoptado por muchos poetas leoneses, castellanos, aragoneses y catalanes. Durante esa época, la lengua en Galicia comenzó a ser influenciada por el castellano (básicamente, el español moderno) y también se inició la introducción del español como única forma de lengua culta. En Portugal, la variante centro-meridional inició el camino de la modernización de la lengua tornándose progresivamente por su vez en variante de lengua culta del país.

## Los descubrimientos portugueses
Entre los siglos XIV y XVI, con los descubrimientos portugueses, la lengua portuguesa se extendió por muchas regiones de Asia, África y América. Por el siglo XVI se convirtió en "lengua franca" en Asia y África, usada no solo por la administración colonial y el comercio,sino también para la comunicación entre los oficiales locales y europeos de todas las nacionalidades. En Ceilán (actual Sri Lanka) varios reyes se convirtieron en hablantes fluidos de portugués, y los nobles normalmente adquirieron nombres portugueses. La expansión del idioma fue ayudada por matrimonios mixtos entre los portugueses y las gentes locales (algo muy común también en otras zonas del mundo), y su asociación con los esfuerzos misioneros católicos, que llevaron a que la lengua fuese llamada "cristiana" en muchas localidades. La lengua continuó incluso con varias medidas contra ella llevadas a cabo por los holandeses en Ceilán e Indonesia.
Algunas comunidades cristianas que hablaban portugués en la India, Sri Lanka, Malasia e Indonesia preservaron sus lenguas después de que se aislaron de Portugal, y se desarrollaron por siglos en varios Crioulos portugueses. También, muchas palabras portuguesas entraron en el léxico de muchas otras lenguas, tales como "sepatu" que viene de "sapato" (zapato) en indonesio, "keju" que significa "queijo"(queso) en malayo y "meza", que viene de "mesa" (mesa) en suajili.

## El Renacimiento
Con el Renacimiento, aumenta el número de cultismos con origen en el latín clásico y en el griego arcaico, lo que aumenta la complejidad del portugués. El fin del "portugués arcaico" es marcado con la publicación del Cancioneiro Geral de Garcia de Resende, en 1516. Sin embargo, formas similares al portugués arcaico son todavía habladas por muchas poblaciones en São Tomé y Príncipe y en Brasil y Portugal rural.